# Personaggi di Sket Dance
Questa è la lista dei personaggi presenti nel manga e nel relativo adattamento animato Sket Dance di Kenta Shinohara.

Alcuni personaggi della serie

## Personaggi principali

### Bossun
Yusuke Fujisaki (藤崎 佑助?, Fujisaki Yusuke), soprannominato Bossun (ボッスン?, Bossun), è il fondatore dello Sket Dan ed è dotato del potere speciale della "concentrazione": infatti, una volta indossati i suoi occhialini di Popman, entra in uno stato di profonda concentrazione nella quale riesce a dimostrare una memoria uditiva quasi perfetta. È particolarmente dotato nelle belle arti, compresi disegno, origami, musica e artigianato. 
Il giorno del suo quindicesimo compleanno scopre che la donna che l'ha cresciuto in realtà non è sua madre poiché i veri genitori sono morti il giorno della sua nascita a causa di due incidenti stradali diversi. La madre adottiva era la migliore amica dei suoi genitori, e si sente responsabile della morte di Haru, sua madre, perché era alla guida dell'auto in cui lei si trovava il giorno dell'incidente. Yusuke la considera la sua unica madre e tratta anche sua figlia Rumi come una vera sorella. 
Due anni dopo, il giorno del suo diciassettesimo compleanno, scoprirà che lui e Sasuke Tsubaki sono gemelli. Da questo momento in poi il rapporto tra i due cambierà in maniera lenta, ma costante. 
La voce originale è di Hiroyuki Hoshino.

### Himeko
Hime Onizuka (鬼塚 一愛?, Onizuka Hime), soprannominata Himeko (ヒメコ?, Himeko), è la specialista del combattimento del gruppo ed attuale vicepresidente dello Sket Dan. In passato era la più forte teppista della sua zona, tanto da guadagnarsi l'appellativo di Onihime (鬼姫?, Onihime) (principessa demone), ma si è ravveduta, e, come dice lei stessa, è da tanto che non fa più a botte seriamente. Sa cucinare molto bene, come dimostra durante la finale del Gachinko Vivage Battle, e inoltre è lei che pulisce e tiene in ordine la sede del club. Porta con sé sempre una mazza da hockey su prato che usa durante le risse. Per lungo tempo la suddetta mazza è la sua adorata "Cyclone", di colore rosa, ma dopo averla rotta picchiando dei delinquenti che stavano infastidendo uno studente del suo Liceo, compra una nuova mazza con l'aiuto di Bossun e Switch: la "Flagrance", di colore blu. Ama le caramelle Pelocan che porta con sé in ogni occasione.
Inizialmente vive ad Osaka ma, a causa del lavoro del padre, si trasferisce a Tokyo. Qui fatica a trovarsi degli amici ma grazie alla sua bravura nell'hockey su prato riesce a stringere amicizia con Arisa Kano, chiamata anche A-chan, una ragazza di buona famiglia. Un giorno, convinta che A-chan sia minacciata da delle teppiste, si fa picchiare per difenderla, solo per scoprire che in realtà è la stessa A-chan che paga le ragazze per difenderla. Ella infatti soffre un disturbo post-traumatico: vittima per lungo tempo di bullismo, si è convinta di aver bisogno di "guardie del corpo" per poter avere una normale vita scolastica. 
Himeko sentendosi tradita massacra di botte con la mazza da hockey l'intero gruppo di teppiste. Da lì inizia a non fidarsi più di nessuno e a isolarsi sempre di più all'interno della sua classe, continuando a rimanere involontariamente coinvolta in risse, finché, durante le scuole superiori, non stringe amicizia con Chiaki Takahashi e Bossun, che lei reputa i suoi salvatori..
Al secondo anno rincontra una pentita e molto cambiata Arisa, e la perdona. La migliore amica di Himeko è proprio Chiaki, mentre ha un forte sentimento di gratitudine verso Bossun che finisce presto per diventare qualcosa di più.
La voce originale è di Ryōko Shiraishi.

### Switch
Kazuyoshi Usui (笛吹 和義?, Usui Kazuyoshi), soprannominato Switch (スイッチ?, Suicchi), è il cervello e segretario del gruppo. Parla solo tramite un sintetizzatore vocale programmato anni prima dal fratello minore e poi completato da lui stesso, e grazie ai suoi contatti ha informazioni su praticamente chiunque. È un grande appassionato di anime, manga e videogiochi, di cui colleziona anche action figures. Come mostra durante il Gachinko Vivage Battle, è ambidestro, riuscendo a manovrare le pistole con entrambe le mani, ma ha una pessima mira. Ha una grande creatività che lo porta a costruire molto spesso invenzioni strambe e inutili.
Anni prima si era innamorato della stessa ragazza di suo fratello e, in un momento di gelosia, aveva litigato con lui e l'aveva lasciato solo. Poiché poco dopo ci fu un incidente e il fratellino perse la vita, Switch ha finito per ritenersi l'unico colpevole dell'accaduto: entra così in uno stato di mutismo e arriva a cambiare anche il suo look, utilizzando i vecchi occhiali del fratello e tagliandosi i capelli in maniera tale da assomigliargli il più possibile, terrorizzato dall'idea di dimenticarsi di lui e del male che gli ha fatto con il suo egoismo.
Litiga costantemente con la sua amica-nemica Reiko Yuuki, una coetanea dall'aspetto ben poco rassicurante appassionata all'inverosimile di occulto. Momoka gli si dichiara, ma viene respinta, poiché Switch non vuole assolutamente innamorarsi una seconda volta.
La voce originale è di Tomokazu Sugita.

## Associazione Studentesca

### Sōjirō Agata
Sōjirō Agata (安形 惣司郎?, Agata Sōjirō) è alunno del terzo anno del Kaimei Gakuen ed il presidente dell'Associazione Studentesca, nonostante ciò affiderà tutte le mansioni del suo gruppo a Tsubaki. Ha la capacità di leggere e capire le persone in modo tale da poterle manipolare a suo piacimento, ed è proprio grazie a questa abilità che riesce ad assicurarsi la fedeltà di persone come Tsubaki e Daisy. È molto pigro e dimentica facilmente le cose che non gli interessano. Nonostante ciò ha un QI pari a circa 160. È iperprotettivo verso la sua sorellina Saaya, come mostrato quando crede che lei e Tsubaki abbiano una relazione di tipo amoroso. Lascia, poco prima degli esami di fine anno, l'incarico di presidente dell'associazione studentesca affidando l'incarico a Tsubaki. Proprio durante il suo ultimo giorno da presidente lavora moltissimo per cercare di lasciare un buon ricordo di lui agli altri membri dell'associazione i quali lo ringrazieranno tramite una serie di giochi creati ad hoc da Bossun.
La voce originale è di Tomokazu Seki.

### Sasuke Tsubaki
Sasuke Tsubaki (椿 佐介?, Tsubaki Sasuke) è il vicepresidente dell'Associazione Studentesca. È stacanovista, pignolo e tiene esageratamente al rispetto del regole. È molto bravo negli sport, soprattutto nel pugilato e nel kendo.
Come Bossun, scopre la verità riguardo ai suoi genitori e sull'identità del fratello durante il suo diciassettesimo compleanno. Proprio questo evento farà in modo che il rapporto tra i due cambi radicalmente: infatti i due gemelli pian piano supereranno la freddezza e la rivalità che c'era tra loro e si avvicineranno sempre di più. 
A differenza del fratello, è completamente negato per il disegno e ha un senso dell'estetico praticamente inesistente: infatti il presidente Agata lo prende spesso e volentieri in giro per le sue magliette artigianali, che di solito raffigurano solo ideogrammi di pessimo gusto.
Diventa il presidente dell'Associazione Studentesca in seguito alle dimissioni di Agata.
La voce originale è di Hiro Shimono.

### Mimori Unyū
Mimori Unyū (丹生 美森?, Unyū Mimori) è la tesoriera dell'Associazione Studentesca. Poiché viene da una famiglia molto ricca, non ha alcun senso del denaro, sperperandolo in parecchie occasioni. È una ragazza molto carina, riuscendo a conquistare tutti con la sua schiettezza e dolcezza. Talvolta è anche chiamata Mimorin. Dopo la promozione di Tsubaki da vicepresidente a presidente dell'associazione diventerà lei il nuovo vicepresidente. 
La voce originale è di Megumi Takamoto.

### Kikuno Asahina
Kikuno Asahina (浅雛 菊乃?, Asahina Kikuno), chiamata anche Daisy (デージー?, Daisy), è la segretaria dell'Associazione Studentesca. Indossa gli occhiali e porta i capelli sempre raccolti in una coda di cavallo. Ha sempre un comportamento molto calmo e composto, creando intorno a sé un'aura intimidatoria. È, infatti, famosissima per la sua lingua velenosa e le frasi taglienti con cui si rivolge a chiunque. Tende sempre a non appoggiarsi sull'aiuto degli altri, cercando sempre di fare tutto da sola. Questo atteggiamento la porterà ad avere un brutto scontro con dei teppisti, dal quale la salvano solo l'intervento di Tsubaki e Bossun. 
Dopo questo momento inizia a fare più affidamento sui suoi amici. 
La voce originale è di Yū Kobayashi.

### Michiru Shinba
Michiru Shinba (榛葉 道流?, Shinba Michiru) si occupa degli affari generali dell'Associazione Studentesca. È molto abile nella cucina, come dimostra durante il Gachinko Vivage Battle dove riesce a conquistare la giuria cuocendo una pietanza semplice come l'omelette, ma resiste pochissimo all'alcool: infatti gli basta anche solo inalare un po' di vapore generato dal sakè per farlo ubriacare. È un gran narcisista ed è anche molto popolare con le ragazze, le quali hanno creato un gruppo chiamato Shinbine. Poiché è un alunno del terzo anno, lascia, insieme ad Agata, l'incarico nell'Associazione Studentesca, lasciando il suo posto al primino Kiri Kato.
La voce originale è di Kenji Nojima.

### Usami Hani
Usami Hani (宇佐見 羽仁?, Hani Usami) entra a far parte dell'Associazione Studentesca dopo le dimissioni di Shinba e Agata, con il ruolo di tesoriera. È la quarta di cinque sorelle ed ha sempre frequentato scuole femminili, dall'asilo fino alle scuole medie. Proprio per questo si trova a disagio in presenza dei ragazzi, mentre parla tranquillamente con le donne. Se viene anche solo sfiorata da un ragazzo, però, cambia personalità, diventando più sexy e disponibile verso gli uomini e sviluppando un totale odio verso le donne. Questa sua seconda personalità si fa chiamare Bunny. Ritorna ad essere Usami quando viene toccata da una ragazza.
La voce originale è di Yuka Iguchi.

### Kiri Katō
Kiri Katō (加藤 希里?, Katō Kiri) è il nuovo addetto agli Affari Generali dell'Associazione Studentesca dopo che Michiru Shinba si dimette. Frequenta il primo ed è discendente di un ninja. Sulle prime non si fida di nessuno, ma con il tempo sviluppa una forte affezione per Tsubaki, al punto da servirlo sempre e comunque.
La voce originale è di Ryōta Ōsaka.

## Professori

### Tetsuji Chūma
Tetsuji Chūma (中馬 鉄治?, Chūma Tetsuji) è il coordinatore della classe 2-C (la classe di Bossun, Himeko e Switch) ed anche il professore responsabile del club Sket Dan. Tende sempre a creare in maniera completamente casuale intrugli e pozioni dagli effetti bizzarri i quali si ripercuotono sempre in maniera negativa sugli sfortunati membri dello Sket Dan. Non ha molto senso di responsabilità ed è poco affidabile ad eccezione di alcuni casi in cui sono coinvolte persone a lui vicine. È divorziato ed ha una figlia, Suzu. Grazie a quest'ultima, che vorrebbe tanto vedere il padre risposato, si fidanza con Remi Misora.
La voce originale è di Jōji Nakata.

### Remi Misora
Remi Misora (美空 レミ?, Misora Remi) è una professoressa del Kaimei Gakuen. Prima di intraprendere la carriera da insegnante lavorava in uno show televisivo per bambini dove veniva chiamata la sorellona delle canzoncine. Ha un grande entusiasmo per il suo lavoro, pregio che le permette di soppiantare in parte la sua sbadataggine. Inizia a provare dei forti sentimenti per il professor Chu dopo che quest'ultimo la salva da un molestatore. Inoltre grazie all'intervento di Suzu e dello Sket Dan riesce ad ottenere una proposta di matrimonio dal professore, proposta a cui però lei risponde negativamente poiché non si sono frequentati abbastanza. Dopo questo comunque si fidanzeranno ed usciranno insieme.
La voce originale è di Sakura Tange.

### Kunio Yamanobe
Kunio Yamanobe (山野辺 邦夫?, Yamanobe Kunio) è un insegnante di geografia del Kaimei Gakuen. Cresciuto in Cina, ha la passione per giochi sconosciuti insegnatigli dal suo vecchio maestro, il Maestro Wong, come il Genesis e l'Hyperion. Indossa sempre degli occhiali da sole ed una fascia per capelli.
La voce originale è di Nobuyuki Hiyama.

### Junichi Son
Junichi Son (孫 純一?, Son Junichi), chiamato anche affettuosamente J-Son dagli studenti, è il professore di Fai-da-te del Kaimei Gakuen ed è il responsabile della classe 2-B. La sua faccia, a causa della presenza di nei perfettamente simmetrici, assomiglia molto ad una maschera da hockey. Il suo aspetto non gradevole, unito al suo atteggiamento nervoso, lo fa assomigliare ad un serial-killer da film horror. Proprio a causa di questo non riesce a trovare moglie, pur partecipando a parecchi appuntamenti combinati, finendo sempre per terrorizzare la possibile consorte. Nonostante dica di non essere un amante dei film horror, riesce ad imitare perfettamente i suoni di un film horror giapponese.
La voce originale è di Jūrōta Kosugi.

## Altri personaggi

### Chiaki Takahashi
Chiaki Takahashi (高橋 千秋?, Takahashi Chiaki), chiamata anche Capitano poiché capitano del club di softball femminile della scuola, è una studentessa del secondo anno del Kaimei Gakuen e molto amica dei membri dello Sket Dan. È una gran mangiona, riuscendo a mangiare praticamente di tutto eccetto le uova sode.
La voce originale è di Satomi Satō.

### Shinzō Takemitsu
Shinzō Takemitsu (武光 振蔵?, Takemitsu Shinzō) è un alunno frequentante il secondo anno del Kaimei Gakuen e capitano del club di kendo. A causa della grande influenza del padre, attore di drama televisivi per lo più incentrati sui samurai, vive e si comporta come un samurai, come l'indossare sempre un kimono, il portare i capelli lunghi e la barba incolta e l'avere con sé sempre la riproduzione di una spada e di un pugnale. Nonostante ciò però farà utilizzo di oggetti che non si addicono ad un samurai, come il suo cellulare e, soprattutto, le mentine Friske: queste ultime gli garantiscono per alcuni minuti una concentrazione superiore al normale salvo poi spomparlo dopo che l'effetto svanisce.
La voce originale è di Kenta Miyake.

### Moe Yabasawa
Moe Yabasawa (矢場沢 萌?, Yabasawa Moe) è un'alunna del Kaimei Gakuen. È una ragazza grassa, porta gli occhiali ed ha una caratteristica bocca a forma di 3; nonostante il suo aspetto, è il capitano del club delle cheerleader della scuola ed è riconosciuta come un'ottima cantante. Esclama sempre la parola "problema" in una conversazione (Yabasu nell'originale giapponese). Possiede una scimmia bianca pervertita, Yeti, che causa sempre enormi problemi allo Sket Dan.
La voce originale è di Megumi Toyoguchi.

### Roman Saotome
Roman Saotome (早乙女 浪漫?, Saotome Roman) è un'alunna del Kaimei Gakuen ed aspirante mangaka nonostante sia completamente negata per il disegno. Frequenta il club di ricerca sui manga, all'interno del quale è una senpai ammirata per il suo duro lavoro (soprattutto dopo essere stata pubblicata con una storia autoconclusiva su una rivista shojo). Ha una cotta per Bossun, che chiama con l'appellativo "Mio principe". Ha una passione per gli shojo anni '80 ed ha un'abilità particolare, che lei stessa chiama "Filtro della romantica e giovane fanciulla", che le permette di vedere il mondo circostante come se fosse in un manga shojo di vecchia data.
La voce originale è di Ai Kayano.

### Reiko Yuuki
Reiko Yūki (結城 澪呼?, Yūki Reiko) è un'alunna del Kaimei Gakuen con una passione per il soprannaturale e membro del club di occulto. A causa delle diverse opinioni sulla scienza e sull'occulto, lei e Switch si scontrano spesso sull'argomento, anche se in realtà sono buoni amici. Il suo look, in sintonia con la sua passione, la fa assomigliare molto ad un fantasma: porta infatti una postura ingobbita, non usa trucco apparendo pallida ed emana sempre un'aura oscura intorno a sé. Nonostante ciò Switch dimostra che anche lei, con il giusto make-up, può apparire carina. A causa della sua passione viene circuita da una falsa indovina ma lo Sket Dan e Tsubaki dimostreranno che in realtà l'indovina è solo una ciarlatana aiutando Reiko e tutti gli altri clienti della truffatrice. In quest'occasione si comprende quanto in realtà i membri dello Sket Dan siano affezionati a lei.
La voce originale è di Fumiko Orikasa.

### Kiyoshi Date
Kiyoshi Date (伊達 聖士?, Date Kiyoshi) è un ragazzo visual kei che frequenta il Kaimei Gakuen. Porta i capelli tinti, fa uso massiccio di trucco ed ha una maniera di esprimersi abbastanza criptica rendendo così impossibile fare una normale conversazione. Durante il Kaimei Rock Festival si scopre essere un bravo cantante (infatti il suo gruppo vincerà anche il premio come miglior band), lavoro che vuole continuare in futuro.
La voce originale è di GACKT.

### Momoka Kibitsu
Momoka Kibitsu (吉備津 百香?, Kibitsu Momoka) è una studentessa della Nikko High School e una idol. Prima di conoscere lo Sket Dan era una teppista che imitava la famosa Onihime ma, dopo aver conosciuto personalmente Himeko, cambia radicalmente smettendo di fare la teppista insieme al suo gruppo. Dopo aver aiutato i tre protagonisti in uno spettacolo di burattini viene scoperta prima come doppiatrice, poi da attrice ed infine da cantante. Sembra provare sentimenti per Switch.
La voce originale è di Marina Inoue.

### Saaya Agata
Saaya Agata (安形 紗綾?, Agata Saaya) è una studentessa del secondo anno del Kaimei Gakuen ed è la sorella minore di Sojiro Agata. È una tsundere, mostrando il suo lato più dolce con le ragazze e quello più scontroso con i ragazzi, ma sotto consiglio di Chiaki andrà dallo Sket Dan per cercare di limare il suo carattere e diventare meno scontrosa. Durante il periodo passato con loro inizia a sviluppare dei forti sentimenti verso Bossun.
La voce originale è di Kana Hanazawa.

### Akitoshi Daemon
Akitoshi Daimon (大門 明智?, Daimon Akitoshi) è un alunno del Kaimei Gakuen e membro del Club di ricerca sui quiz, facendosi chiamare col nome di Enigman. È un ragazzo bello e popolare ma è completamente impacciato quando si tratta di questioni amorose ed è timido e insicuro. Il suo atteggiamento cambia completamente quando indossa la maschera, diventando sicuro di sé ed un maniaco dei quiz. È innamorato di Quecchon, la sua assistente nel Club di ricerca sui quiz, ma questa non ricambia il sentimento del ragazzo.
La voce originale è di Satoshi Hino.